# راتشيل مارغوت سميث
راتشيل مارغوت سميث (بالإنجليزية: Rachael Margot Smith)‏ هي متسابقة ملكة الجمال وممثلة أسترالية، ولدت في 1985.